# عبد الله بن عبس
عبد الله بن عبس الخزرجي الأنصاري صحابي جليل من قبيلة الخزرج من الأنصار شهد مع النبي محمد ﷺ غزوة بدر والمشاهد كُلَها.